# Marion (New York)
Pour les articles homonymes, voir Marion.
Marion est une ville du comté de Wayne, dans l'État de New York, aux États-Unis,. En 2010, elle compte une population de 4 746 habitants.

## Démographie
Lors du recensement de 2010, la ville comptait une population de 4 746 habitants, tandis qu'en 2016, elle est estimée à 4 603 habitants.